# Calcio Castelfiorentino
Il Football Club Castelfiorentino United 1925, noto semplicemente come Castelfiorentino, è la principale società calcistica di Castelfiorentino (FI). Milita in Eccellenza, quinta serie del campionato italiano di calcio.
Pur riportando come anno di nascita il 1925, la società lo considera il 1919, quando si organizzò la prima amichevole con il Mens Sana-Robur Siena.
I colori sociali, nelle intenzioni della società avrebbero dovuto essere il bianco e il rosso come nello stemma comunale, ma per esigenza si adottò il gialloblù, tuttora nelle maglie castellane.
Nella sua storia vanta numerose partecipazioni al campionato di Serie D e una al campionato di Serie C; è nota anche per essere stata la prima squadra di Luciano Spalletti da giocatore.

## Storia
Anche se la data di fondazione ufficiale della Società Sportiva Calcio Castelfiorentino risale al 1925, del calcio a Castelfiorentino si ha notizia fin dalla stagione 1913-14 allorché, con l’altisonante nome di Castelfiorentino Football Club, un gruppo di appassionati che faceva capo a Euro Salvadori, che nel 1915 lasciò la presidenza a Mario Puccioni, organizzò la prima partita, a carattere amichevole, con la più titolata squadra della Mensana Robur di Siena, incontro che finì con il risultato di 0-5. Non avendo a disposizione un completo ufficiale per la disputa dell’incontro, furono i senesi a dare in prestito le maglie ai castellani: una tenuta rosa con bordi neri.
La prima maglia arrivò nel primo dopo guerra, con i colori bianco e rosso come nello stemma del comune di Castelfiorentino. Si arrivò agli odierni colori giallo-blu, per mancanza di maglie a disposizione, che da quel momento divennero per sempre quelli sociali.
Nel marzo del 1929 a Castelfiorentino si rinnova la passione per il calcio attraverso una partita contro la blasonata Fiorentina, allora in Divisione Nazionale. Il 19 marzo 1929 al campo “Masetti“, la compagine castellana ribalta il pronostico e batte per 3 a 2 i fiorentini. Sempre nel 1929 la squadra viene iscritta al campionato provinciale ULIC. Nel 1930 la squadra si posiziona addirittura al secondo posto.
Nel 1931 la squadra bissa il secondo posto dell’anno precedente dopo essere stata prima per lungo tempo e avere ceduto solo all'Empoli. Nello stesso anno nasce "L’ordine di Membrino", prima associazione di tifo organizzato a Castelfiorentino.
L’anno successivo fu ancora secondo posto in classifica, superati dal Montevarchi. Seguirono anni difficili, che, per mancanze organizzative (non c’erano spogliatoi, palloni e campo degno), portarono a un allontanamento dal campionato. Solo nel 1939 il Castelfiorentino riuscì a iscriversi al torneo di seconda divisione.
Nel 1948-1949, il Castelfiorentino veniva iscritto alla Serie C, dopo la vittoria del campionato di Prima Divisione nel 1946-1947, che si giocava a livello regionale. Dopo che l'esumazione delle salme nei due cimiteri tedesco e americano fu completata si rese possibile la ricostruzione del campo sportivo, per il campionato di Promozione, inaugurato nel Dicembre 1950.
Era il 1959 quando Quinto Bertoloni, di ritorno dalle esperienze professionistiche di Torino e Pro Patria, prese la guida tecnica della prima squadra. 
Nel 1962-1963, guidato da Silvano Grassi, vince il Girone B del Campionato di Prima Categoria Toscana, perdendo però lo spareggio con il Piombino (Primo nel Girone A), ripetendosi sempre nello stesso girone nella stagione successiva 1963/1964 perdendo lo spareggio con il Quarrata (Primo nel girone A). Nella stagione 1967-1968 viene eletto presidente Lorenzo Pucci, l’allenatore è Celestino Russova. I gialloblù disputano il campionato di prima categoria classificandosi al secondo posto dietro al San Miniato ed ottenendo così il salto in Promozione. Dopo vari salti di categoria negli anni, l'esperto allenatore viene richiamato sulla panchina gialloblù nel campionato 1975-1976; la squadra si posiziona al secondo posto dopo un lungo testa a testa con la Sinalunghese, ottenendo di nuovo il salto in Promozione.
Nel 1994 nascono le "Brigate Gialloblù", che ancora oggi sostengono il Castelfiorentino e hanno strinto un gemellaggio con gli ultras della Massese.
Dopo molti salti di categoria tra Interregionale, Promozione ed Eccellenza, con alla guida allenatori come Paolo Indiani e Alessio Tendi, la stagione 1996-1997 è quella della rinascita: viene eletto presidente Luigi Calvetti e alla guida della squadra arriva Ennio Pellegrini. La squadra ottiene il passaggio dall’Eccellenza alla Serie D, dove permane anche nel 1997-1998. 
Dal 2001-2002 milita nel Campionato di Eccellenza Toscana. 
Sulla panchina gialloblù si sono alternati negli anni allenatori ex calciatori professionisti come Lamberto Magrini, Giovanni Solinas, Marco Calonaci, Sauro Fattori, Silvio Francesconi, Antonio Arcadio e Marco Ghizzani.
Dal Settore Giovanile gialloblu hanno spiccato il volo verso il professionismo calciatori come Livio Puccioni, Luigi Reali, Fabrizio Berni, Fabrizio Calattini, Walter Ciappi, Marco Ghizzani, Alberto Pelagotti, Leandro Pratelli, Samon Reider Rodriguez, Vincenzo Marino, Lorenzo Tafi, Tommaso Baldanzi, Sandro Scardigli, Damiano Mitra e Niky Agnorelli.
Mentre dalla Prima Squadra sono arrivati al professionismo Quinto Bertoloni, Mario Mazzoni, Lamberto Piovanelli, Andrea Pepi, Luciano Spalletti, Pierluigi Cencetti, Jacopo Balestri, Piero Baroncini, Franco Ferrari e Ibrahim Abdul Razak.
Alcuni calciatori professionisti hanno invece terminato la carriera in maglia gialloblù: Giuseppe Argentesi, Luciano Bruni, Claudio Desolati, Giuseppe Fagni, Tiziano Bruzzone, Francesco Zizzari, Claudio Di Prete, Galliano Parigi, Stefano Squitieri, Marco Vendrame, Alessio Tendi, Nibbio Bacci e Daniele Lorenzini.
Nel 2017 lo Stadio Comunale di Castelfiorentino è stato intitolato a Riccardo Neri, ex portiere delle giovanili gialloblù morto nel centro sportivo della Juventus a Vinovo annegando in un lago artificiale per l'irrigazione nel dicembre 2006 insieme al compagno di squadra Alessio Ferramosca.

Negli anni dal Castelfiorentino si sono create altre due società: La Polisportiva Membrino 1992 A.S.D. partecipante al campionato di Terza Categoria di Firenze e dalle giovanili è arrivata al professionismo (Serie A con la Scalese), la calciatrice Francesca Lucente e l'FBC Cambiano United 1997 A.S.D. che ha nel palmares un campionato di Terza Categoria, Una Coppa Provinciale di Terza Categoria e un Campionato di Seconda Categoria Toscana.

## Palmarès

### Competizioni regionali
- Eccellenza: 1

1996-1997 (girone B)
- Promozione: 2

1981-1982 (girone B), 2003-2004 (girone C)
- Prima Categoria: 2

1962-1963 (girone B), 1963-1964 (girone B)
- Prima Divisione: 1

1946-1947